# Serednica
Serednica (w latach 1977–1981 Średnia Wieś) – wieś w Polsce położona w województwie podkarpackim, w powiecie bieszczadzkim, w gminie Ustrzyki Dolne.

## Historia
Wieś prawa wołoskiego, położona była w drugiej połowie XV wieku w ziemi sanockiej województwa ruskiego. Na przełomie XVIII i XIX wieku Serednica należała do szlacheckiego rodu Załęskich herbu Prus. W 1809 roku ówczesny właściciel tego majątku ziemskiego, Józef Załęski, przekazał Serednicę swemu synowi Antoniemu, ożenionemu z Salomeą Łepkowską. Antoni i Salomea Załęscy mieli m.in. trzy córki: Wiktorię Karpińską, Dominikę Wisłocką i Magdalenę Schmidt. W połowie XIX wieku właścicielami posiadłości tabularnej w byli Wisłoccy i Schmidtowie.
W II Rzeczypospolitej wieś w powiecie leskim województwa lwowskiego. W latach 1946–1947 nacjonaliści ukraińscy z OUN-UPA spalili większość gospodarstw po Ukraińcach przesiedlonych na Ziemie Zachodnie lub do ZSRR.

## Religia
We wsi znajdowała się drewniana cerkiew z 1785, którą w 1985 przeniesiono do Rozdziela.
W nowym miejscu świątynia służy wyznawcom prawosławia.
W latach 1975–1998 miejscowość administracyjnie należała do województwa krośnieńskiego.
Wierni kościoła rzymskokatolickiego należą do parafii Matki Bożej Różańcowej w Wańkowej. We wsi jest kościół filialny pw. św. Stanisława Kostki.